# اشتفان کیسلینگ
اشتفان کیسلینگ (آلمانی: Stefan Kießling؛ زادهٔ ۲۵ ژانویهٔ ۱۹۸۴) بازیکن فوتبال پیشین اهل آلمان است.
کیسلینگ بین سال‌های ۲۰۰۷ تا ۲۰۱۰ عضو تیم ملی فوتبال آلمان بوده‌است. وی در ۶ بازی ملی حضور داشته‌است و در بازی‌های ملی‌اش گلی به ثمر نرساند.
یکی از حواشی مهم زندگی کیسلینگ عدم اعتماد سرمربی تیم ملی آلمان یواخیم لوو به این بازیکن بود. هرچند کیسلینگ در چند دوره برترین گلزن بوندسلیگا شد، جایی در ترکیب تیم ملی فوتبال آلمان نداشت و تنها ۶ بار پیراهن مانشافت را به تن کرد. این اقدام لوو با اینکه در آن زمان مورد انتقاد بسیاری از منتقدان قرار گرفت، اما چون تیم ملی آلمان خوب نتیجه می‌گرفت و با وجود میروسلاو کلوزه مشکلی در گلزنی نداشت، زیاد جدی گرفته نشد.

## آمار

### باشگاهی
| باشگاه       | فصل     | لیگ         | لیگ        | لیگ    | جام حذفی   | جام حذفی | جام قاره‌ای | جام قاره‌ای | دیگر جام‌ها۱ | دیگر جام‌ها۱ | مجموع!     | مجموع! |
| باشگاه       | فصل     | لیگ         | تعداد بازی | گل زده | تعداد بازی | گل زده   | تعداد بازی | گل زده     | تعداد بازی  | گل زده      | تعداد بازی | گل زده |
| ------------ | ------- | ----------- | ---------- | ------ | ---------- | -------- | ---------- | ---------- | ----------- | ----------- | ---------- | ------ |
| نورنبرگ      | ۰۳–۲۰۰۲ | بوندس‌لیگا   | 1          | 0      | 0          | 0        | —          | —          | —           | —           | ۱          | ۰      |
| نورنبرگ      | ۰۴–۲۰۰۳ | بوندس‌لیگا ۲ | ۱۴         | ۲      | ۰          | ۰        | —          | —          | —           | —           | ۱۴         | ۲      |
| نورنبرگ      | ۰۵–۲۰۰۴ | بوندس‌لیگا   | ۲۷         | ۳      | ۲          | ۱        | —          | —          | —           | —           | ۲۹         | ۴      |
| نورنبرگ      | ۰۶–۲۰۰۷ | بوندس‌لیگا   | ۳۱         | ۱۰     | ۲          | ۱        | —          | —          | —           | —           | ۳۳         | ۱۱     |
| نورنبرگ      | مجموع   | مجموع       | ۷۳         | ۱۵     | ۴          | ۲        | —          | —          | —           | —           | ۷۷         | ۱۷     |
| بایر لورکوزن | ۰۷–۲۰۰۶ | بوندس‌لیگا   | ۳۲         | ۸      | ۱          | ۰        | ۱۰         | ۰          | ۱           | ۰           | ۴۴         | ۸      |
| بایر لورکوزن | ۰۸–۲۰۰۷ | بوندس‌لیگا   | 31         | 9      | 1          | 0        | 12         | 7          | —           | —           | ۴۴         | ۱۶     |
| بایر لورکوزن | ۰۹–۲۰۰۸ | بوندس‌لیگا   | 34         | 12     | 6          | 2        | —          | —          | —           | —           | ۴۰         | ۱۴     |
| بایر لورکوزن | ۱۰–۲۰۰۹ | بوندس‌لیگا   | ۳۳         | ۲۱     | ۲          | ۰        | —          | —          | —           | —           | ۳۵         | ۲۱     |
| بایر لورکوزن | ۱۱–۲۰۱۰ | بوندس‌لیگا   | ۲۲         | ۷      | ۱          | ۲        | ۶          | ۰          | —           | —           | ۲۹         | ۹      |
| بایر لورکوزن | ۱۲–۲۰۱۱ | بوندس‌لیگا   | ۳۴         | ۱۶     | ۱          | ۰        | ۸          | ۱          | —           | —           | ۴۳         | ۱۷     |
| بایر لورکوزن | ۱۳–۲۰۱۲ | بوندس‌لیگا   | ۳۴         | ۲۵     | ۳          | ۱        | ۶          | ۱          | —           | —           | ۴۳         | ۲۷     |
| بایر لورکوزن | ۱۴–۲۰۱۳ | بوندس‌لیگا   | ۳۲         | ۱۵     | ۴          | ۲        | ۷          | ۲          | —           | —           | ۴۳         | ۱۹     |
| بایر لورکوزن | ۱۵–۲۰۱۴ | بوندس‌لیگا   | ۳۴         | ۹      | ۴          | ۶        | ۱۰         | ۴          | —           | —           | ۴۸         | ۱۹     |
| بایر لورکوزن | ۱۶–۲۰۱۵ | بوندس‌لیگا   | ۳۰         | ۵      | ۴          | ۳        | ۹          | ۰          | —           | —           | ۴۳         | ۷      |
| بایر لورکوزن | ۱۷–۲۰۱۶ | بوندس‌لیگا   | ۲۰         | ۴      | ۱          | ۰        | ۳          | ۰          | —           | —           | ۲۴         | ۴      |
| بایر لورکوزن | ۱۸–۲۰۱۷ | بوندس‌لیگا   | 8          | 0      | 0          | 0        | —          | —          | —           | —           | ۸          | ۰      |
| بایر لورکوزن | مجموع   | مجموع       | ۳۴۴        | ۱۳۱    | ۲۸         | ۱۶       | ۷۱         | ۱۵         | ۱           | ۰           | ۴۴۴        | ۱۶۲    |
| مجموع        | مجموع   | مجموع       | ۴۱۷        | ۱۴۶    | ۳۲         | ۱۸       | ۷۱         | ۱۵         | ۱           | ۰           | ۵۲۱        | ۱۷۹    |

- ۱.^ شامل لیگا پوکال می‌شود.

### ملی
| آلمان | آلمان      | آلمان  |
| سال   | تعداد بازی | گل زده |
| ----- | ---------- | ------ |
| ۲۰۰۷  | ۱          | ۰      |
| ۲۰۰۹  | ۲          | ۰      |
| ۲۰۱۰  | ۳          | ۰      |
| مجموع | ۶          | ۰      |

## افتخارات

### باشگاهی
نورنبرگ
- بوندس‌لیگا ۲: ۰۲–۲۰۰۳

بایر ۰۴ لورکوزن
- جام حذفی فوتبال آلمان نایب قهرمان: ۰۹–۲۰۰۸
- بوندس‌لیگا نایب قهرمان: ۱۱–۲۰۱۰

### ملی
آلمان
- جام جهانی فوتبال مقام سوم: ۲۰۱۰

### فردی
- بازیکن ماه بوندس‌لیگا: اوت ۲۰۰۹
- تیم فصل بوندس‌لیگا: ۱۰–۲۰۰۹، ۱۳–۲۰۱۲
- بهترین گلزن بوندسلیگا (۲۵ گل): ۱۳–۲۰۱۲[۵]
- بهترین گلزن جام حذفی فوتبال آلمان (۶ گل): ۱۵–۲۰۱۴